# 야신 외즈데낙
야신 외즈데낙(튀르키예어: Yasin Özdenak, 1948년 10월 11일 ~ )은 튀르키예 출신의 축구 선수 및 지도자이다.

## 생애
선수 시절 포지션은 골키퍼였으며 터키 축구 국가대표팀에서도 활약하였다. 뉴욕 코스모스에서도 활약하였으며 세뇰 귀네슈 감독과 함께 FC 서울 골키퍼 코치로 2007시즌부터 2009시즌까지 세 시즌간 코칭스태프로 활약하였다.